# Perciunove, Dobrovelîcikivka
Perciunove (în ucraineană Перчунове) este localitatea de reședință a comunei Perciunove din raionul Dobrovelîcikivka, regiunea Kirovohrad, Ucraina.

## Demografie
Componența lingvistică a localității Perciunove
     Ucraineană (94,11%)
     Rusă (3,35%)
     Română (1,74%)
     Alte limbi (0,4%)
Conform recensământului din 2001, majoritatea populației localității Perciunove era vorbitoare de ucraineană (94,11%), existând în minoritate și vorbitori de rusă (3,35%) și română (1,74%).